# Vogg
Wacław "Vogg" Kieltyka, nascido em 17 dezembro de 1981, é um músico e compositor polonês. Ele é graduado pelaescola musical no primeiro e segundo grau, além de ter frequentado a Academia de Música de Cracóvia como acordeonista. Profissionalmente, Vogg é o guitarrista e, também, o único músico da formação original do Decapitated, grupo de death metal. Além disso, já foi membro da Lux Occulta. 

Vogg fez teste para segundo guitarrista da Morbid Angel, após a saída de Erik Rutan em 2006. Ele também tocou com a Vader e, antes de entrar na banda, em 2009, era vendedor de loja de música.  Além disso, o músico era técnico de guitarra da banda Hypocrisy.